# Hunteria umbellata
Hunteria umbellata là một loài thực vật có hoa trong họ La bố ma. Loài này được (K.Schum.) Hallier f. mô tả khoa học đầu tiên năm 1899.